# Château de Miramont (Aude)
Ne pas confondre avec le château de Miramont (Ariège), également en l'état de vestiges sur les communes de Rabat-les-Trois-Seigneurs et Saurat
Le château de Miramont est un château situé à Barbaira, en France.

## Description
Château des XIe et XIIe siècles, dont il ne reste que quelques pans de mur : le mur sud d'un donjon quadrangulaire, les quatre murs d'une chapelle, et des restes de deux enceintes.

## Localisation
Le château est situé sur la commune de Barbaira, dans le département français de l'Aude. Il est édifié en altitude sur la Montagne d'Alaric.

## Historique
Connu pour être en 1185 le lieu de naissance du seigneur du lieu le plus connu, Chabert de Barbeira, chevalier occitan fidèle à la cause cathare.
Assiégé en 1210 lors de la croisade des albigeois, Pierre des Vaux de Cernay cite ce siège dans sa chronique de la croisade comme un échec des croisés, à cause de mauvaises conditions climatiques.
La place forte pourrait remonter à l'époque carolingienne, voire wisigothique, mais aucune étude historique n'a encore été menée sur ce château.
L'édifice est inscrit au titre des monuments historiques en 1926.
Les "ruines du château" sont inscrites au titre des sites naturels depuis 1942.